# Gewone zoetwaterpoliep
De gewone zoetwaterpoliep (Hydra vulgaris) is een hydroïdpoliep uit de familie Hydridae. De poliep komt uit het geslacht Hydra. Hydra vulgaris werd in 1766 voor het eerst wetenschappelijk beschreven door Peter Simon Pallas.

## Beschrijving
De gewone zoetwaterpoliep is een kleine, in zoetwater levende hydroïdpoliep met een lengte van 10 tot 30 mm en breedte van ongeveer 1 mm. Deze soort heeft vier tot twaalf tentakels die net buiten de mond uitsteken. Ze voeden zich door hun tentakels uit te strekken en te wachten tot voedsel de tentakels raakt. Vervolgens brengen ze het voedsel naar hun mond, nemen het op en verteren het organisme. De mond wordt zowel gebruikt voor het eten als het uitscheiden van afvalstoffen.
Net als andere hydra's, klampt de zoetwaterpoliep zich vast aan een basisobject met een 'voet'-kussen, in de vorm van een schijf. De zoetwaterpoliep beweegt door zijn greep op de basis los te laten waarna hij wordt meegesleurd door de stroming. H. vulgaris kan ook bewegen door voorover te buigen, met zijn tentakels een oppervlak vastpakken, zijn greep met zijn 'voet' los te laten en zichzelf om te draaien.

## Verspreiding
De gewone zoetwaterpoliep komt op alle continenten, behalve Antarctica, voor in zoetwater bij temperaturen van 7 tot 29 °C. In Europa omvat het verspreidingsgebied het vasteland (inclusief Nederland) en de Britse Eilanden.

## Modelorganisme
H. vulgaris wordt, net als veel andere hydra, vaak gebruikt als modelorganisme voor morphallactische regeneratie omdat ze gemakkelijk te verzorgen zijn, minimale directe zorg nodig hebben en zich relatief snel voortplanten. Er wordt gemeld dat ze geen veroudering ondergaan, waardoor ze biologisch onsterfelijk zijn, hoewel dit wordt betwist.